# Камське водосховище
Камське водосховище (рос. Камское водохранилище) — водосховище Камської ГЕС на річці Кама. Створено в 1954 році після завершення будівництва дамби ГЕС. Підпір рівня води у греблі склав 22 м і поширився по Камі — на 350 км, по Чусовій — на 153 км, по Сильві — на 120 км, по Обві — на 90 км, по Іньві — на 80 км, по Косьві — на 60 км.
Загальна площа водосховища в нормальних умовах — 1 910 км ², об'єм — 12,2 км ³. Максимальна ширина — 14 км, а в місці злиття Обви і Косьви з Камою відстань між берегами досягає 27 км. Максимальна глибина — 30 м.
На березі водосховища розташована Пермська ДРЕС.